# Grade A Productions
Grade A Productions è un'etichetta discografica statunitense fondata dal rapper statunitense Lil Bibby nel 2018. L'etichetta è parte del gruppo Universal Music Group.

## Storia

### Fondazione (2017)
Nel 2017 Lil Bibby e suo fratello G-Money decisero di lanciare la loro etichetta discografica nota come Grade A Productions. In un'intervista con XXL, Bibby ha parlato del suo passaggio dall'essere un rapper all'avvio di un'etichetta discografica:
(Lil Bibby, XXL Mags)

### Arrivo di Juice Wrld e fama (2018-2019)
Nel tardo 2017, hanno firmato il rapper statunitense Juice WRLD dopo aver ascoltato la sua canzone Lucid Dreams. Sotto l'etichetta, Juice WRLD ha pubblicato il suo album in studio di debutto Goodbye & Good Riddance il 23 maggio 2018, preceduto dai tre singoli All Girls Are the Same, Lucid Dreams e Lean wit Me. L'8 marzo 2019 ha pubblicato il suo secondo album in studio Death Race for Love, con i due singoli Robbery e Hear Me Calling.
A metà del 2019, Juice Wrld scopre durante il suo tour in Australia il rapper The Kid Laroi, che diventa il suo protetto, e lo fa firmare con Grade A.
L'8 dicembre 2019, Juice ha avuto un attacco di epilessia dovuto a un'overdose di oppiacei in un aeroporto di Chicago, che ha portato alla sua morte prematura. Il 22 gennaio 2020, Grade A ha annunciato che i progetti postumi di Juice sarebbero stati rilasciati per onorare la sua eredità. Il suo primo album postumo, Legends Never Die, è stato pubblicato il 10 luglio 2020, anticipato dai quattro singoli Righteous, Tell Me U Luv Me con Trippie Redd, Life's a Mess con Halsey e Come & Go con Marshmello. Per tutto il 2020, altre uscite postume includevano Wishing Well, Smile con The Weeknd, Real Shit con Benny Blanco, Reminds Me of You con The Kid Laroi nel 2020 e recentemente Bad Boy con Young Thug nel 2021. Nel 2021 inoltre Juice ha pubblicato Life's a Mess II, un remix di Life's a Mess con Post Malone e con il rapper di Grade A Clever.

### Esplosione di The Kid Laroi (2020-presente)
Il 24 luglio 2020 The Kid Laroi ha pubblicato il suo mixtape di debutto F*ck Love, preceduto dai due singoli Go, contenente una strofa postuma di Juice Wrld e Tell Me Why dedicata a Juice. Il 6 novembre, The Kid Laroi ha pubblicato un'edizione deluxe del suo mixtape di debutto intitolata F*ck Love (Savage), con i due singoli So Done e Without You.

## Artisti
- Lil Bibby (2018-)
- Juice Wrld (2018-2019; deceduto)
- The Kid Laroi (2019-2021)
- Clever (2020-)
- Seezyn (2020-)
- Nettspend (2024-)